# Eurytides
Eurytides  este un gen de fluturi din familia Papilionidae. Speciile sunt întâlnite în America de Nord, Centrală și de Sud.

## Specii[1]
- Eurytides bellerophon (Dahlman, 1823)
- Eurytides callias (Rothschild & Jordan, 1906)
- Eurytides celadon (Lucas, 1852)
- Eurytides columbus (Kollar, 1850)
- Eurytides dolicaon (Cramer, 1776)
- Eurytides epidaus (Doubleday, 1846)
- Eurytides iphitas Hübner, 1821
- Eurytides orabilis (Butler, 1872)
- Eurytides salvini (Bates, 1864)
- Eurytides serville (Godart, 1824)

Trei specii care făceau parte din Eurytides aparțin acum de genul Protographium; acestea sunt:
- Protographium marcellinus (Doubleday, 1845)
- Protographium marcellus (Cramer, 1777)
- Protographium philolaus (Boisduval, 1836)